# Parafia św. Anny w Maciejowicach
Parafia Świętej Anny w Maciejowicach – parafia rzymskokatolicka, znajdująca się w diecezji opolskiej, w dekanacie Paczków.